# Агафоновська (Витегорський район)
Агафоновська — сільце в Витегорському районі Вологодської області. 
Входить до складу Кемського сільського поселення, з точки зору адміністративно-територіального поділу — у Кемській сільраді. 
Відстань до районного центру Витегри по автодорозі — 119 км, до центру муніципального утворення селища Мирний по прямій — 16 км. Найближчі населені пункти — Анциферовська, Єлінська, Панкратово. 
За переписом  2002 року населення — 6 осіб. 